# Misato (Akita)
Misato (Japans: 美郷町; -cho) is een gemeente in het district Senboku in de prefectuur Akita, Japan.
De gemeente ontstond op 1 november 2004 uit de fusie van de gemeenten Senhata, Rokugou en Sennan.
Begin 2008 had de gemeente 22.419 inwoners. De bevolkingsdichtheid bedraagt 133,61 inw./km². De oppervlakte van de gemeente is 167,80 km².